# Flueggea neowawraea
Flueggea neowawraea е вид растение от семейство Phyllanthaceae. Видът е критично застрашен от изчезване.

## Разпространение
Разпространен е в САЩ (Хавайски острови).